# Asociación del Fútbol Argentino
A Associação do Futebol Argentino (AFA) (em castelhano Asociación del Fútbol Argentino, pronúncia espanhola: [asosjaˈsjon del ˈfutbol aɾxenˈtino]) é a entidade máxima do futebol na Argentina sediado em Buenos Aires. Fundada em 21 de fevereiro de 1893, é responsável pela organização de campeonatos de alcance nacional do sistema de ligas de futebol da Argentina (da Primera División ao Torneo Regional Federal e Torneo Promocional Amateur), os torneios das divisões inferiores do país e as copas nacionais (Copa Argentina, Supercopa Argentina, Copa Liga Profesional, Trofeo de Campeones de la Liga Profesional e Supercopa Internacional). Também administra a Seleção Argentina de Futebol, três vezes campeã da Copa do Mundo FIFA (em 1978, quando sediou a competição, em 1986, no México, e em 2022, no Catar, sendo a atual campeã da competição), a Seleção Sub-15, a Seleção Sub-17, a Seleção Sub-20, a Seleção Olímpica e a Seleção Argentina de Futebol Feminino. Em segundo plano, ela também organiza campeonatos do futebol feminino, futebol de salão e futebol de areia.
A AFA também organizou todos os campeonatos da Primera División de 1893 até 2016–17. A partir da temporada 2017–18, a "Superliga Argentina", entidade administrada de forma independente e com estatuto próprio, assumiu os campeonatos da Primera División. No entanto, a Superliga está contratualmente ligada ao principal órgão do futebol do país. O último campeonato organizado pela Superliga foi 2019–20, logo após o término da temporada o órgão foi dissolvido.

## Sucessão constitucional
Desde a sua fundação, em 1893, até a adesão do seu nome definitivo em 1946, a AFA percorreu a seguinte trajetória institucional:
| Fundação: 21 de fevereiro de 1893              |
| ---------------------------------------------- |
| The Argentine Association Football League AAFL |

| Mudança de nome: fevereiro de 1903 |
| ---------------------------------- |
| Argentine Football Association AFA |

| Castelhanização parcial: fevereiro de 1912 |
| ------------------------------------------ |
| Asociación Argentina de Football AAF       |

| Cisão: 14 de junho de 1912           | Cisão: 14 de junho de 1912           |
| ------------------------------------ | ------------------------------------ |
| Asociación Argentina de Football AAF | Federación Argentina de Football FAF |

| Fusão: 23 de dezembro de 1914        |
| ------------------------------------ |
| Asociación Argentina de Football AAF |

| Cisão: 22 de setembro de 1919        | Cisão: 22 de setembro de 1919        |
| ------------------------------------ | ------------------------------------ |
| Asociación Argentina de Football AAF | Asociación Amateurs de Football AAmF |

| Fusão: 28 de novembro de 1926                  |
| ---------------------------------------------- |
| Asociación Amateurs Argentina de Football AAAF |

| Cisão: 18 de maio de 1931                                         | Cisão: 18 de maio de 1931      |
| ----------------------------------------------------------------- | ------------------------------ |
| Asociación Amateurs Argentina de Football AAAF                    | Liga Argentina de Football LAF |
| Mudança de nome: junho de 1931                                    | Liga Argentina de Football LAF |
| Asociación Argentina de Football (Amateurs y Profesionales) AAFAP | Liga Argentina de Football LAF |

| Fusão: 3 de novembro de 1934          |
| ------------------------------------- |
| Asociación del Football Argentino AFA |

| Castelhanização: 1946               |
| ----------------------------------- |
| Asociación del Fútbol Argentino AFA |

## Competições

### Associação oficial
A lista de competições oficiais organizadas pela Associação do Futebol Argentino (AFA) desde sua criação em 1893 são:
| Competições oficiais                        |                                |
| Nome                                        | Período                        |
| Primera División                            | 1891, 1893–2017, 2020–presente |
| Primera B                                   | 1899–presente                  |
| Primera C                                   | 1900–presente                  |
| Copa Argentina                              | 1969–1970, 2011–presente       |
| Primera B Nacional                          | 1986–presente                  |
| Supercopa Argentina                         | 2012–presente                  |
| Torneo Federal A                            | 2014–presente                  |
| Torneo Regional Federal                     | 2018–presente                  |
| Trofeo de Campeones de la Liga Profesional  | 2020–presente                  |
| Supercopa Internacional                     | 2022–presente                  |
| Torneo Promocional Amateur                  | 2024–presente                  |
| Competições extintas                        |                                |
| Copa de Honor Municipalidad de Buenos Aires | 1905–1936                      |
| Copa de Competencia Jockey Club             | 1913–1933                      |
| Copa de Competencia La Nación               | 1913–1914                      |
| Copa Dr. Carlos Ibarguren                   | 1913–1958                      |
| Copa Estímulo                               | 1920–1926                      |
| Copa Presidente de la Nación                | 1927–1989                      |
| Copa Adrián C. Escobar                      | 1939–1949                      |
| Copa General Pedro Ramírez                  | 1943–1945                      |
| Copa de Competencia Británica               | 1944–1948                      |
| Primera D                                   | 1950–2023                      |
| Copa Suecia                                 | 1958                           |
| Torneo Regional                             | 1967–1985                      |
| Torneo del Interior                         | 1986–1995                      |
| Copa Centenario de la AFA                   | 1993                           |
| Torneo Argentino A                          | 1995–2014                      |
| Torneo Argentino B                          | 1995–2014                      |
| Torneo Argentino C                          | 2005–2014                      |
| Copa Campeonato                             | 2013–2014                      |
| Torneo Federal B                            | 2014–2017                      |
| Torneo Federal C                            | 2015–2018                      |
| Copa Bicentenario                           | 2016                           |
| Copa de la Liga Profesional                 | 2020–2024                      |

### Associações dissidentes

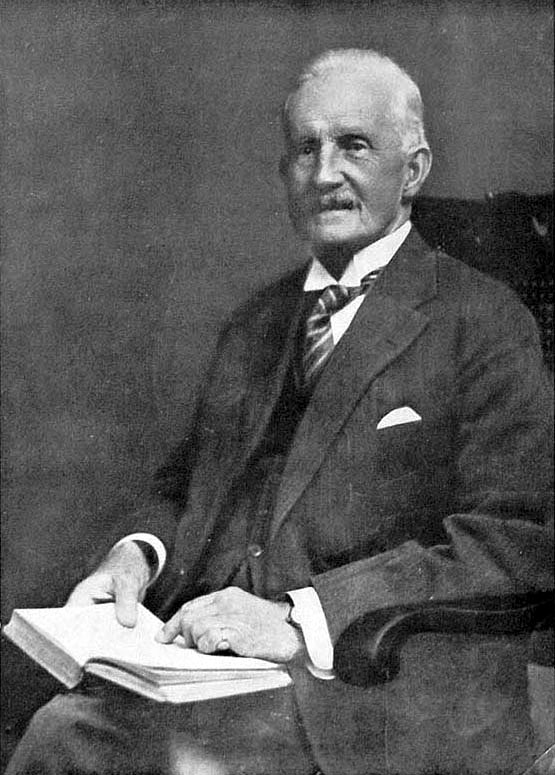
Alexander Watson Hutton, o primeiro presidente da Associação do Futebol Argentino em 1893.

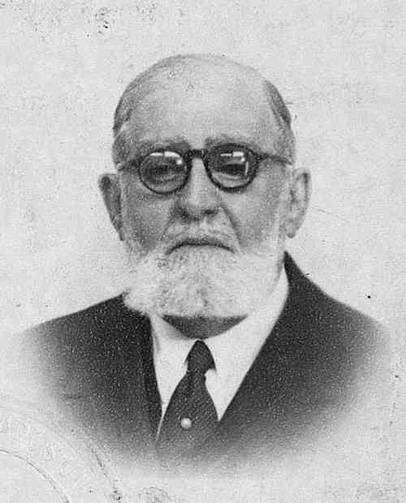
Ricardo Aldao (1918–19), também presidiu dissidente Federación Argentina de Football.

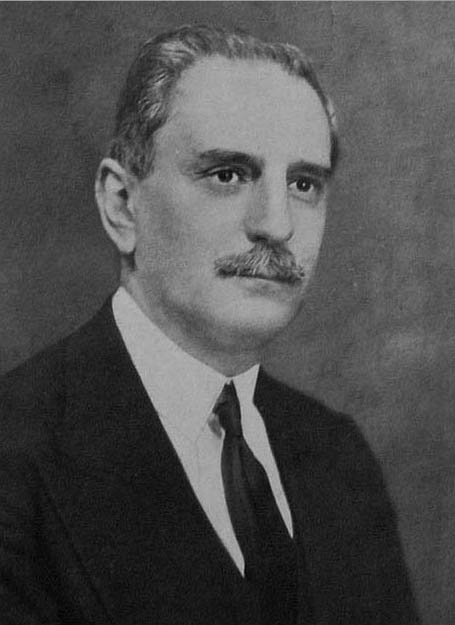
Adrián Beccar Varela, presidente de 1927 até sua morte em 1929

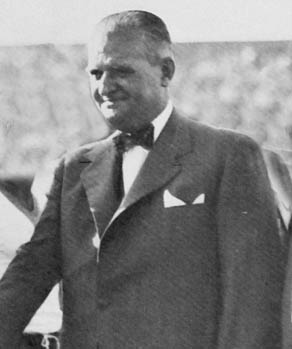
Adrián C. Escobar (1939–41)

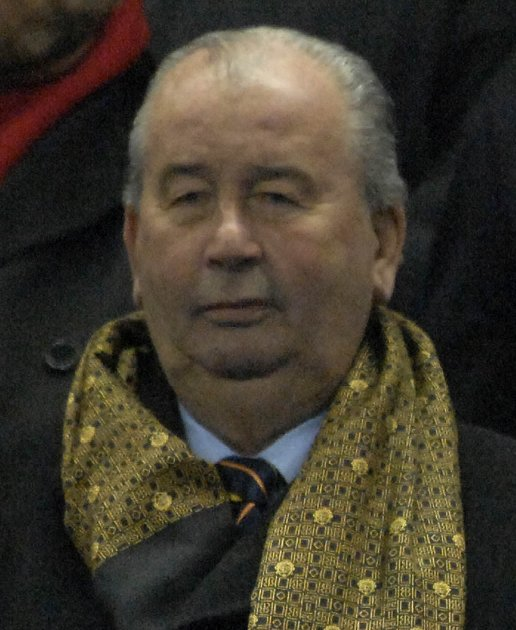
Julio Grondona, dono do mais longínquo mandato na AFA, com 35 anos como presidente da entidade.

A tabela a seguir elenca as competições organizadas pelas associações dissidentes:[carece de fontes?]
| Outras competições           |           |                                 |
| Nome                         | Período   | Associação                      |
| Copa de Competencia (AAm)    | 1920–1926 | Asociación Amateurs de Football |
| Copa Presidente de la Nación | 1920–1926 | Asociación Amateurs de Football |
| Copa de Competencia (LAF)    | 1932–1933 | Liga Argentina de Football      |
| Copa Adrián Beccar Varela    | 1932–1933 | Liga Argentina de Football      |

## Institucional

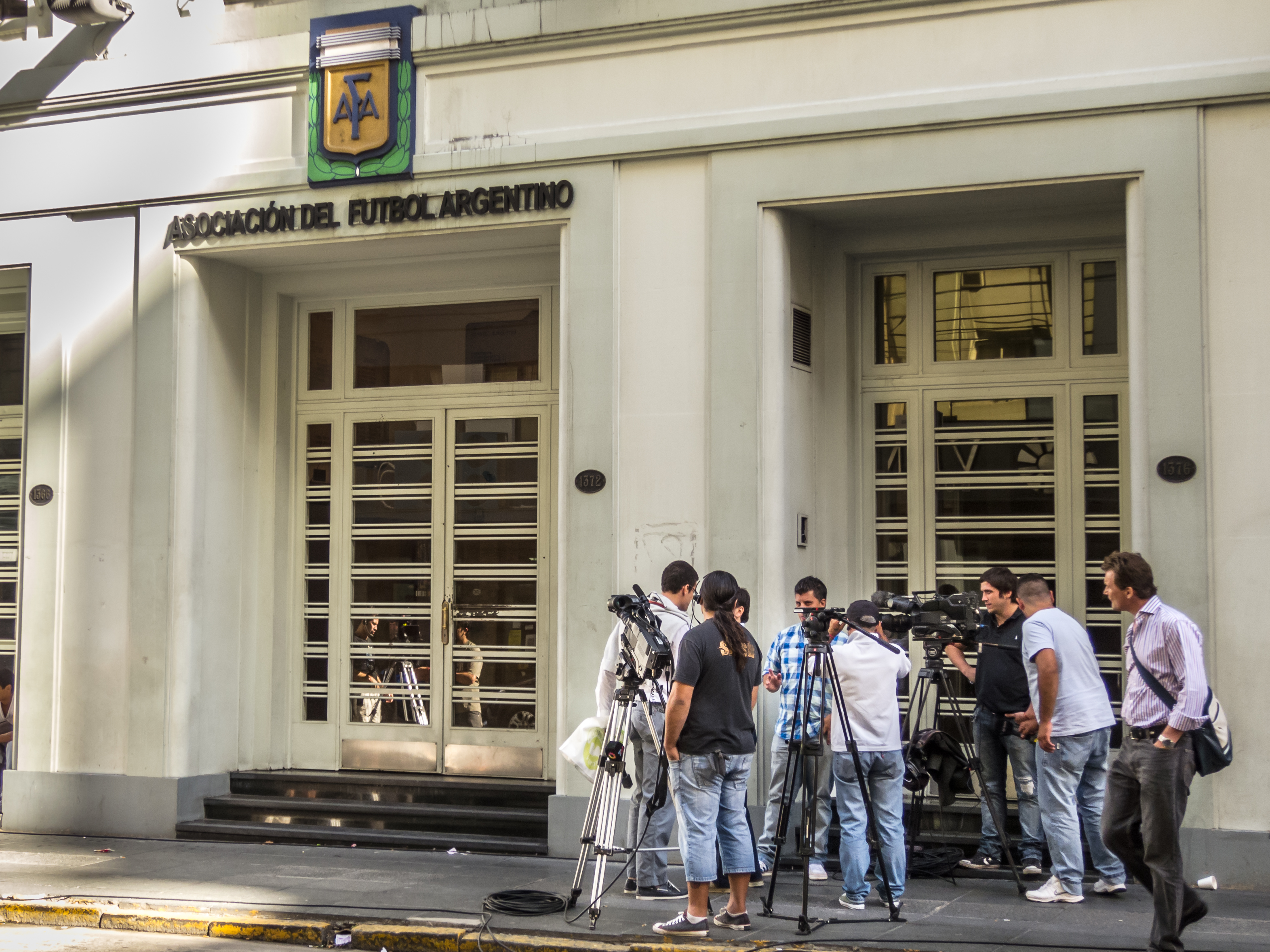

### Comitê executivo
- Presidente: Claudio Tapia (Presidente do Barracas Central)
- Vice-presidente primeiro: Daniel Angelici (Presidente do Boca Juniors)
- Vice-presidente segundo: Hugo Moyano (Presidente do Independiente)
- Vice-presidente terceiro: Guillermo Eduardo Raed (Presidente do Mitre de Santiago del Estero)
- Secretario Executivo da Presidência: Pablo Ariel Toviggino

### Membros titulares
- Secretário Geral: Víctor Blanco Rodríguez (Presidente do Racing Club)
- Secretário Adjunto: Marcelo Rodolfo Achile (Presidente do Defensores de Belgrano)
- Tesoureiro: Alejandro Miguel Nadur (Presidente do Huracán)
- Tesoureiro Adjunto: Daniel Osvaldo Degano (Los Andes)
- Membros': Ricardo Carloni (Vice-presidente do Rosario Central), Pascual Caiella (Vice-presidente do Estudiantes de La Plata), Nicolás Russo (Presidente do Lanús), Francisco Marín (Vice-presidente do Acassuso), Adrián Javier Zaffaroni (Presidente do Justo José Urquiza), María Sylvia Jiménez (Presidente do San Lorenzo de Alem - Catamarca) e Alberto Guillermo Beacon (Presidente da Liga Rionegrina de Fútbol)

## Presidentes
A seguir temos a lista completa de todos os presidentes da Associação do Futebol Argentino desde o ano de 1893, quando foi fundada a The Argentine Association Football League:
| Asociación del Fútbol Argentino |                           |
| Período                         | Presidente(s)             |
| 1893–1897                       | Alexander Watson Hutton   |
| 1897–1899                       | Alfredo P. Boyd           |
| 1899–1900                       | Charles Wibberley         |
| 1900–1906                       | Frank Chevallier Boutell  |
| 1906–1907                       | Florencio Martínez de Hoz |
| 1907–1909                       | Emilio Hansen             |
| 1909–1915                       | Hugo Wilson               |
| 1915–1918                       | Adolfo Orma               |
| 1918–1919                       | Ricardo C. Aldao          |
| 1919–1921                       | Federico Luzio            |
| 1921–1922                       | Benjamín Toulousse        |
| 1922–1924                       | Aldo Cantoni              |
| 1924–1926                       | Virgilio Tedín Uriburu    |
| 1926                            | Natalio Botana            |
| 1926–1927                       | Aldo Cantoni              |
| 1927–1929                       | Adrián Beccar Varela      |
| 1929–1932                       | Juan Pignier              |
| 1932                            | Carlos P. Anessi          |
| 1932–1933                       | Silvio J. Serra           |
| 1933–1934                       | José A. Claisse           |
| 1934                            | Alejandro Ruzo            |
| 1934                            | Tiburcio Padilla          |
| 1935                            | Ernesto F. Malbec         |
| 1936                            | Angel Molinari            |
| 1937–1938                       | Eduardo Sánchez Terrero   |
| 1939–1940                       | Adrián C. Escobar         |
| 1941–1943                       | Ramón Castillo            |
| 1943                            | Jacinto C. Armando        |
| 1944                            | Agustín Nicolás Matienzo  |
| 1945                            | Eduardo J. Avalos         |
| 1946                            | Pedro Canaveri            |
| 1947–1949                       | Oscar L. M. Nicolini      |
| 1949                            | Cayetano Giardulli        |
| 1949–1953                       | Valentín E. Suárez        |
| 1953–1954                       | Domingo Peluffo           |
| 1955                            | Cecilio Conditi           |
| 1955–1956                       | Arturo A. Bullrich        |
| 1956–1964                       | Raúl H. Colombo           |
| 1965–1966                       | Francisco A. Perette      |
| 1966–1967                       | Valentin E. Suárez        |
| 1968–1969                       | Armando Ramos Ruiz        |
| 1969                            | Aldo J. Porri             |
| 1969                            | Oscar L. Ferrari          |
| 1969–1971                       | Juan Martín Oneto Gaona   |
| 1971–1973                       | Raúl D'Onofrio            |
| 1973                            | Horacio E. Bruzzone       |
| 1973–1974                       | Baldomero M. Gigan        |
| 1974                            | Fernando R. Mitjans       |
| 1974–1976                       | David L. Bracutto         |
| 1976                            | Ernesto A. Wiedrich       |
| 1976–1979                       | Alfredo F. Cantilo        |
| 1979–2014                       | Julio Humberto Grondona   |
| 2014–2016                       | Luis Segura               |
| 2016–2017                       | Armando Pérez             |
| 2017–                           | Claudio Fabián Tapia      |

| Federación Argentina de Football |                  |
| Período                          | Presidente(s)    |
| 1912–1914                        | Ricardo C. Aldao |

| Asociación Amateurs de Football |                      |
| Período                         | Presidente(s)        |
| 1919                            | Juan Mignaburu       |
| 1920–1926                       | Adrián Beccar Varela |

| Liga Argentina de Football |                    |
| Período                    | Presidente(s)      |
| 1931                       | Julio Planisi      |
| 1932–1934                  | Eduardo Larrandart |
| 1934                       | Tiburcio Padilla   |